# Карл Лиш

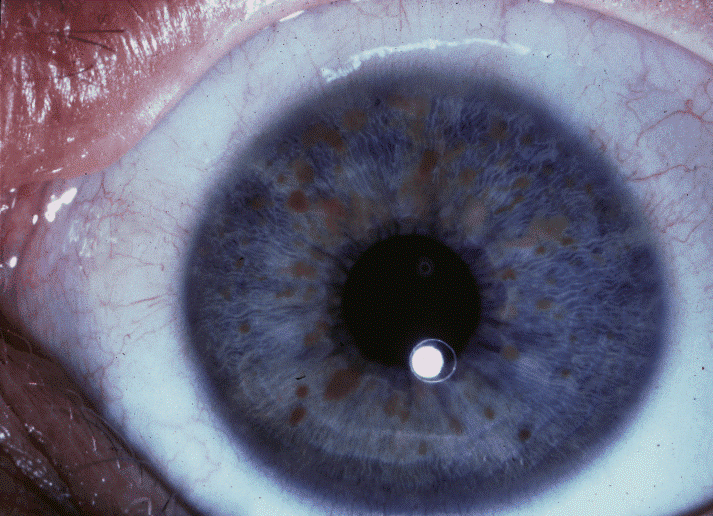
Вузли Ліша (Гамартома райдужки)

Карл Ліш (нім. Karl Lisch, 24 липня 1907 року, Кірхбіхль, Австро-Угорська Імперія — 5 грудня 1999 року, Тіроль, Австрія) — австрійський офтальмолог.

## Біографія
Народився у невеликому австрійському селі Кірхбіхль у сім'ї лікаря. Після закінчення школи у Куфштайні вивчав медицину в університетах Вени, Цюриха та Інсбрука. Закінчив у 1931 році інсбруцький університет імені Леопольда та Франца та перейшов на роботу на кафедрі офтальмології цього ж навчального закладу. В наступні роки працював в університеті Мюнфена. З 1947 по 1980 рік був головою відділення офтальмології лікарні міста Вьоргль, розташованої біля місця його народження.

## Вузлики Ліша
Вперше гамартоми райдужної оболонки були описані у 1918 році. Їх значення у діагностиці нейрофіброматозу I типу було показано у 1937 році Карлом Лівшем, на честь якого вони отримали своє ім'я. Після було встановлено їх виняткова роль у диференційній діагностиці хвороби Реклінгхаузена.
Вузлики Ліша зустрічаються майже у всіх хворих на нейрофіброматоз I типу, доросліших від двадцяти років. На вигляд це невеликі білуваті плями (гамартоми) на райдужці ока. Вузлики Ліша не можна виявити без офтальмологічного огляду. Частота знаходження вузликів зростає з віком хворого: у віці від 0 до 4 років — до 22 %  випадків; 5—9 років — до 41 %; 10—19 років — до 85 %; доросліше 20 — до 95 % хворих на нейрофіброматоз I типу. Вузлики Ліша не зустрічаються при інших формах нейрофіброматозу.